# 1197 Родезија
1197 Родезија (енгл. 1197 Rhodesia) је астероид главног астероидног појаса са пречником од приближно 47,50 .
Афел астероида је на удаљености од 3,559 астрономских јединица (АЈ) од Сунца, а перихел на 2,199 АЈ.
Ексцентрицитет орбите износи 0,236, инклинација (нагиб) орбите у односу на раван еклиптике 12,956 степени, а орбитални период износи 1784,617 дана (4,886 године).
Апсолутна магнитуда астероида је 10,00 а геометријски албедо 0,078.
Астероид је откривен 9. јуна 1931. године.